# Лютичі

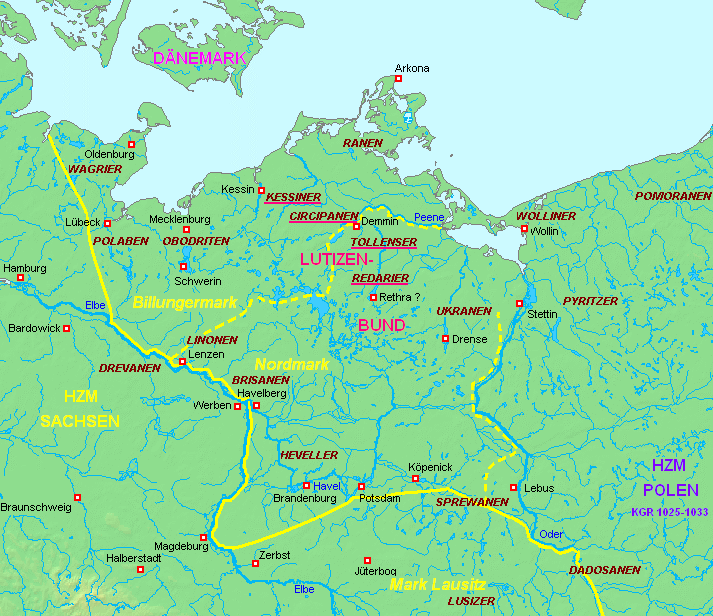
Лютичі у 983–1057 роках

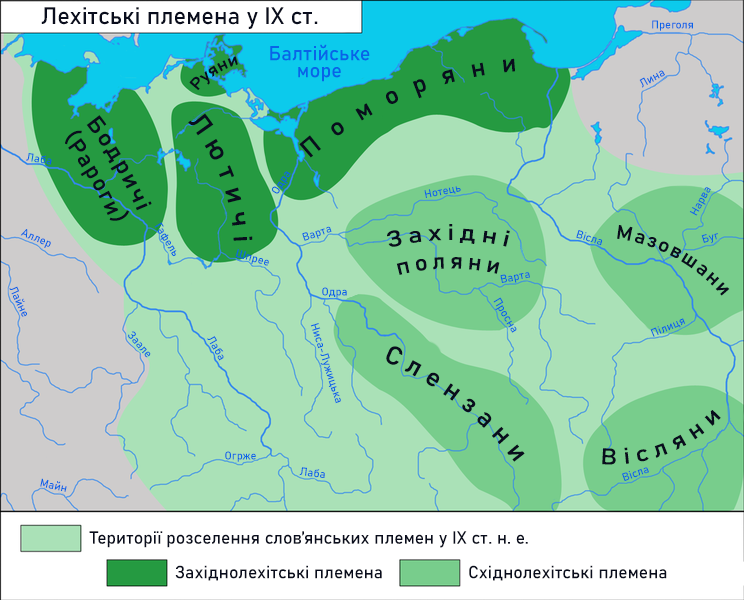
Мапа розселення лехітських племен

Лютичі, велети, вільці (в інших мовах — Lucice, Lutycy; нім. Wilzen, Welataben, Lutizen; в Адама Бременського лат. Leuticii, Leuticos) — група племен полабських слов'ян, що від VI століття проживають на землях між нижньою Одрою і Лабою.
У 738 р. під час походу Карла Мартела франкам стало відомим плем'я «вільці», король племінного союзу вільців Драговіт у городищі Форверк біля міста Деммін на річці Пені.

## Етнонім
У писемних джерелах часів Карла Великого називались: Wiltzi, Vultzi, Welatabowie (лат. wilti, wilci, wilzi, нім. Wieleten; пол. Wieleci), ще як «венеди» чи «венди»; але себе називали вони (згідно франкського історика Ейнхарда лат. Einhardus aut Eginhardus) «велатабіанами» (вєлотаби, welatabi).
Перша назва у них була вільці (Wieleci), а лютичами їх стали називати після X ст. н. е..

### Етимологія
Етимологія обох назв племені, тобто Велети i Лютичі до кінця не відома. Назва Велети (Wieleci) може походити від слов'янського слова влці (vlci), тобто «вовки», також розглядається версія, що назва може походити від діалектної форми слова «Велетень» (укр. «Велет», дав. укр. «Волот»). Назва «Лютичі» походить від слов'янського слова «Лютий» — дикий. Існує також можливість походження цієї назви і від імені головного бога в Радогощі — Лютий бог (Дикий бог), чи від прикметника lut (грузький, багнистий). Цікаво, що в писемних згадках до кінця X століття для означення цього племені вживалось суто слово Велети, а назва Лютичі з'явилась в останніх десятиліттях цього ж століття. Хоча друге ім'я має вигляд неологізму, не можна виключати, що це розмежування робилось свідомо, і одна назва замінила іншу з огляду на невідомі нам обставини.

## Племінний союз вільців
Згідно з «Баварським географом» (середина IX ст.), племінний союз вільців (лютичів) складався з «корінних» (етнічних) племен вільців-лютичів: кесини, жиржипани (їхнє місто Тетерів), толленси (від назви озера Толлен) та ратарі.

## Вірування
Керувалися своїми вождями, мали своє вірування у богів й городища. Головним святилищем племінного союзу вільців-лютичів було храмове місто Ретра, розташоване на кордоні між толленсами та ратарями.

## Поселення
Баварський географ пише, що у землях велетів знаходиться 95 міст.
У 850 р. у вільців нараховувалося 100 городищ.
У лютичів у першій половині IX ст. згадуються великі князі та другорядні.

## Втрата незалежності
У 1157 р. лютичі у наслідку військової агресії данців та німців втратили свою державну незалежність. На думку Лєбедєва І.: "(Слов'яни) поралися над цією країною, обробляли її землю, відкрили багатства, розвинули торгівлю, поклали початок цілком упорядкованого суспільного життя, але прийшли насильники (німці), скористалися плодами їхньої праці і більше того, що знищили слов'ян, вони (німці) кажуть, що принесли високу культуру в ці землі та всі заслуги (слов'ян) попередників (німців) привласнюють собі.

## Заснування Великого князівства Литовського
Полабські слов'яни Полаб'я та Помор'я племінного союзу лютичів є засновниками Великого князівства Литовського, після міграції з королем прусів Міндовгом на землі ятвягів (згідно тверджень Яна Длугоша в «Великій Хроніці Польській»): венеди-велети-вільці-литвини (нім. Welten-Wilzen-Litwen) (див. «укри»).

## Археологія
Зі слов'янським племінним союзом лютичів VII–IX століття н. е. археологами ототожнюється фельдберґська культура, суковсько-дзедзицька культура.

## Велетські племена та їх розселення
Вважається, що розселення велетських племен відбулось в II ст. н.e., це вперше засвідчено на мапі александрійського географа Птолемея. Імовірно Велети фігурують на ній під назвою Oueltai (Ουελται) i займають помор'я в околицях верхньої Вісли. Можливо вже в VI столітті, початку VII ті племена мігрували в західному напрямку, аби в останні роки VIII осісти в землях на захід від нижньої Одри.
В загальних рисах життєвий простір велетських племен, яких сміливо можна ототожнити з Лютичами, на заході впирався в володіння ободритів, на сході обмежувався Одрою. На півночі їх землі доходили до узбережжя Балтики, на півдні межували з землями сербів. До створеного ними союзу входили: Черезпеняни, Хижани, Доленчани, Дошани, Нелетичі, Плоні, Ратари, Речани, Спревяни, Стодоряни, Украни, Замчичі, Земчичі, Стодоряни.

### Велети і Стодорани
Найбільше суперечок щодо статусу велетських племен існує навколо племені Стодорян. Вважається, що плем'я було пов'язане із Велетами етнічними вузами і певний час політичними. Ця теорія ґрунтується на хроніці Тітмара з Мерзебурга. Проте в тій же хроніці йдеться про те, що Лютичі політично залежні від чехів (очевидно, що йдеться про стодоран).

## Політична діяльність

За німецькими джерелами «Венедська держава», велети на карті 481–814 років («Славія» — припинила існування в 1160 р.)

### Хроніка подій

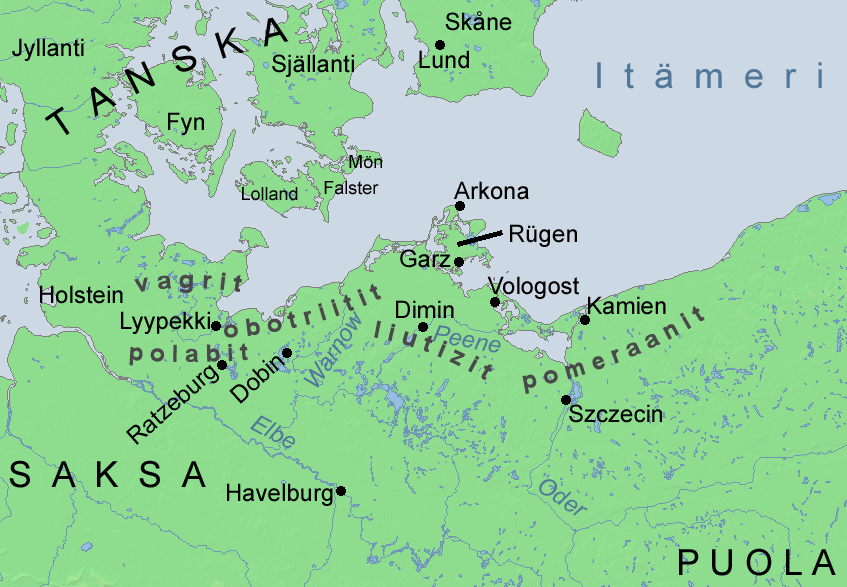
карта періоду Хрестового походу проти слов'ян 1147 р.

782Ободрити (бодричі) підкорили вільців (лютичів)
789У відповідь за набіги велетів Карл І Великий вчинив наїзд на їхні землі, після чого іде до Саксонії — так пише у своєму літописі Ейнгард.
963–967Війна з полянами; замирившись із волинянами велети вчиняють набіг на землі п'ястів. Два перших бої закінчились перемогою, натомість третій цілковитим розгромом.
954–967Імператор Оттон І Великий розпочав війну проти велетів і ободритів. В битві біля Рекніка переміг імператор.
983Лютичі на чолі з Гнєвоєм очолювали слов'янське повстання проти германської колонізації земель східніше Ельби, у наслідку чого колонізація спинилася майже на 200 років.
986У поході імператора Оттона III на велетів брав участь Мешко I. 995 року спільний похід проти велетів організували імператор Оттон III та Болеслав I Хоробрий. У ньому також брали участь підрозділи чеського роду Славніковичів.
1025Центральне святилище було зруйновано саксонським герцогом Лотарем, союз лютичів остаточно почав розспадатися.
1029
Мєшко II В'ялий замирюється із велетами для того, щоб відбити натиск імператора Конрада II.
1033Перемога велетів над саксами під Вежбнем (Wierzbnem).
1045Велети вчиняли набіги на землі німців, лише імператор Генріх ІІІ зумів розбити їх і обкласти даниною.
1055Початок міжусобиць серед лютичів.
1055Збройне повстання велетів проти саксів. Вони перейшли Лабу, нищили місцеве населення і міста, пустошили край і брали полонених.
10 вересня 1056Під керівництвом маркграфа північної марки Вільгельма добре озброєна армія німців перейшла Лабу. В межиріччі Хавелі і Лаби, поблизу Преслава, на них чекали об'єднані сили Велетського союзу. Сакси опинилися в оточенні, припертими до річки, місцями зруйнувавши стрій. У битві загинув маркграф Вільгельм та всі його лицарі. Ця битва кардинально змінила розтановку сил в регіоні. Її навіть порівнюють із Грюнвальдом. Невдовзі після поразки під Преславом помирає імператор Генріх ІІІ, що тільки посилило велетів.
1057Вибухнула братовбивча війна між велетськими племенами, через неї розподається Велетський союз.
1068На землі лютичів зробили наїзд сакси, під час цього наїзду було зруйновано Сварогa в Радогощі.
1147Хрестовий похід проти слов'ян.
1160–1163
Генріх Лев замирився із данами і остаточно розбив велетів.
Вільці-Лютичі мігрували у Київську Русь.

### Велетські племена наприкінці ІХ століття
За часів Карла Великого (злам VIII i IX століття) язичники Велети створили ворожий франкам союз чотирьох слов'янських племен. Напад Карла Великого на велетські землі в 789 році відбувався в два етапи. Облога Бранібора, який можна ототожнити із головним осередком Драговитa, і його здобуття за допомогою фризької флотилії було першим етапом франксько-велетських змагань. А другим етапом був марш піших військ вглиб велетських земель. Після перемоги Карл не докладав зусиль, щоб охрестити велетів, а просто підпорядкував їх, використовуючи при цьому допомогу сусідніх бодричів, політично державі Каролінгів, і відповідно поставив умову про те, що найважливіші політичні діячі, що обрані вічем, мусили затверджуватись Карлом чи його наступниками. Потім велетам вдалось скинути імператорський гніт, проте в половині IX (можливо з зростаючою франкською загрозою) чи в X столітті в середині союзу почались дезінтегруючі процеси і він розпався. Зрідка в десятому столітті (в 929, 955 i 995 роках) з'являються згадки про Велетів, це може вказувати, що в імперії робились спроби створити таку федерацію. З іншого боку в той час проти імперії воювали племена, що колись входили до того союзу, але тепер були нарізно. Північновелетські племена після розпаду союзу повернулись до вічевого устрою.

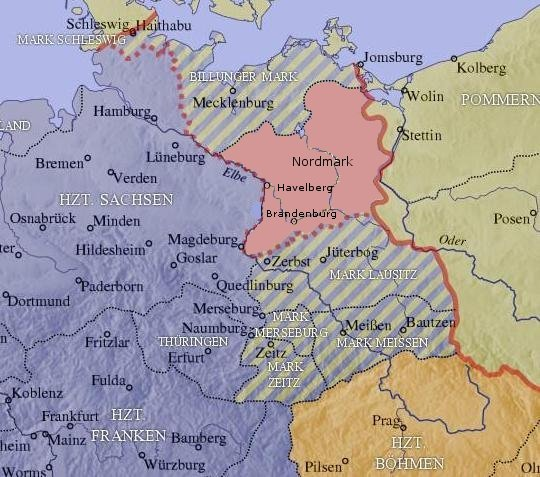
Північна марка бл. 965 року (рожевий колір)

### Велетські (лютицькі) племена і їхні сусіди в 80-90-х роках Х ст.

#### Велетсько-ободрицькі стосунки
Попри те, що бодричі розпочали військові дії проти імперії ще 990 року, лише в 994 році було досягнуто згоди між ними і лютичами. Першим спільним походом був напад на землі сакського племені остфалів 995 року. Попри каральний наїзд Оттона ІІІ та Болеслава І Хороброго у відповідь на лютицькі та бодрицькі землі, цей союз значно посилив оборонні можливості слов'ян, оскільки одразу після відходу німецького війська в 995 (можливо втечі), було організовано ще кілька походів на Саксонію.

### Завоювання і хрещення велетських земель в XII столітті
Десь з 1119 розпочинається завоювання велетських земель разом із містами Димінне (Demmin) та Вологост (Wolgast) військами поморського князя Варціслава І та його союзника Болеслава ІІІ. На землях підлеглих епископату в Бранденбурзі в 1128 році активно провадив хрещення Оттон з Бамбергу. Зачепила вона і Вологощ-Вологощь (нім. Wolgast; Вольгаст), а з ним і Гоцекове (Gützkow) та землі укран.

## Устрій Велетського і Лютицького союзів
Виборні князі лютичів у 700–1157 роках від моричан, спреван, гаволян (стодорян), брежан, ратарів, укрів, доленчан, хижан, черезпенян
- Драгувіт (Дражко) (близько 780–810 рр.);
- Любий, син Дражка (близько 810–830 рр.);
- Мєлігаст (Милогост)), син Любого (коло 830–860 рр.);
- Чєладраг (Челодрог), брат (коло 860–870 рр.);
- Гнеус (Гнєвой, Гнівой) (коло 980–995 рр.);
- близько 1070–1157 рр. у складі Вендського князівства;
- З 1157 р. — маркграфство Бранденбург[17][18].
- Богуслав I — князь лютичів.

## Етнічна самоідентифікація Лютичів
На противагу іншим країнам Центральної та Східної Європи (Великоморавія, Чехія, Польща, Угорщина чи Київська Русь), де було створено владну структуру, що опиралась на християнських князів i родинні династії, на Полабських землях була спроба створити державність на засадах етнічної самоідентифікації, яка мала слугувати зв'язуючим елементом. Згідно з типологією Ентоні Сміта лютичі належали до так званого «вертикально-демотичного» підтипу, де демотичні структури створили закриті окремі спільноти. Часто створювали племінні конфедерації, що опирались на старійшин і дружину, з метою проведення військових кампаній.
Лютичі формували свою державу не лише за допомогою кревної і територіальної спорідненості, але й за допомогою релігії. Головним релігійним центром був Радогощ.

## Релігія
Так само як нова назва Лютичі вказує на новий етап розвитку спільноти, культ описаний Тітмаром свідчить про «нову якість» язичництва у лютичів. Підтвердженням цьому є будівництво культових споруд замість домінуючого до кінця X століття культу природи і домових божеств. Язичницьке сакральне будівництво Полаб'я не має аналогів на всіх землях розселення слов'ян — про його розквіт написано багато праць сучасними німецькими і данськими археологами. Одна з двох найшанованіших святинь була в Радогощі, яка виконувала функції головної святині для усіх лютичів. У цьому давньому святилищі, що було розташоване на землях ратарів, знаходились найповажніші волхви, стояли статуї богів, відбувались різні священні дійства (поклоніння святому коневі, чи вирішення спірних питань шляхом жеребкування). Додатковим свідченням винятковості місця є той факт, що звідси вирушало військо у походи і сюди ж поверталось після. Окрім святині в Радогощі на велетських землях існувала велика кількість локальних культів із своїми капищами, де також верховодили волхви, які являли собою окрему верству населення. Персоніфіковані боги поганського Полаб'я були охоронцями-покровителями над певними територіями, а їх імена були вибиті на їхніх статуях в Радагощі, що було досить незвичним зважаючи на те, що велетська спільнота була неписемною. Під час військових походів лютичі брали із собою знамено чи цілого ідола. Така система була досить схожою із християнством як структурою так і символікою, проте категорично не мирилась із ним. Про це свідчать Бруно Кверфуртський, Адам Бременський, та Хермольд.

## Ставлення Лютичів до християн
Вороже ставлення до християнства спричинене його ототожненням із імперією, до того ж воно становило один із компонентів велетської самоідентифікації. Інколи діло доходило до вбивств християнських проповідників. Це з одного боку можна трактувати як релігійний обряд — жертвопринесення, з іншого — як прояв, демонстрація сили. Такі вчинки можна обґрунтувати спробою збереження самобутної культури, яка активно витіснялася у всіх сферах життя, спротивом експансії імперії і князівській владі, що сповідували іншу релігію. Так само ставились лютичі й до бодрицьких та стодоранських князів, що постійно контактували із імперією та християнством. Проте бували випадки, коли лютичі проводили набіги на сусідні землі під керівництвом християнських вождів. Наприклад Кізо, сакський перебіжчик, християнин, правив у Браніборі в 983, чи Віхман Молодший водив лютичів у походи в 50-60-ті роки X століття.

## Замки
Відомо історії фортифікаційні споруди нім. Großraumburgen племінного союзу лютичів: нім. Neubrandenburg, Rothemühl, Dargun, Tutow, Wildberg am Kastorfer See, Wittenborn і т. д..

## Епос
У Сазі про Тідрека Бернського (норв. Didrikssagaen) згадано про підкорення вільців (лютичів) після смерті грізного короля вільців, котрий був підкорив всі слов'янські країни.